# Dziadów Most
Dziadów Most (niem. Ulbersdorf) – wieś w Polsce, w województwie dolnośląskim, w powiecie oleśnickim, w gminie Dziadowa Kłoda.

## Nazwa
15 października 1947 r. ustalono urzędową polską nazwę miejscowości – Dziadów Most, określając drugi przypadek jako Dziadowego Mostu, a przymiotnik – dziadowomostowski.

## Podział administracyjny
W latach 1975–1998 miejscowość należała administracyjnie do województwa kaliskiego.

## Demografia
Według Narodowego Spisu Powszechnego (III 2011 r.) miejscowość zamieszkiwały 244 osoby. Jest najmniejszą miejscowością gminy Dziadowa Kłoda.

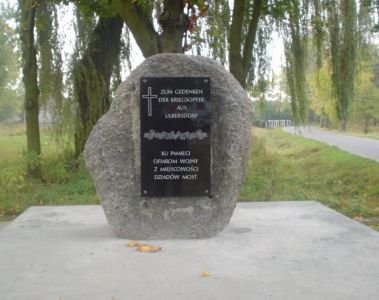
Pomnik ofiar wojny
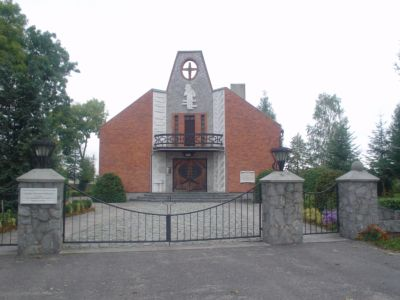
Kościół